# Natarsha Williams
Natarsha Williams (25 de enero de 1976) es una deportista australiana que compitió en ciclismo en la modalidad de BMX.
Ganó dos medallas de oro en el Campeonato Mundial de Ciclismo BMX, en los años 1996 y 2000. En 2000 fue condecorada con la Medalla Deportiva Australiana.

## Palmarés internacional
| Campeonato Mundial | Campeonato Mundial     | Campeonato Mundial | Campeonato Mundial |
| Año                | Lugar                  | Medalla            | Competición        |
| ------------------ | ---------------------- | ------------------ | ------------------ |
| 1996               | Brighton (Reino Unido) | Medalla de oro     | Carrera            |
| 2000               | Córdoba (Argentina)    | Medalla de oro     | Carrera            |